# Malaincourt-sur-Meuse
Malaincourt-sur-Meuse è un comune francese di 60 abitanti situato nel dipartimento dell'Alta Marna nella regione del Grand Est.

## Società

### Evoluzione demografica
Abitanti censiti